# Anjou, Isère
Anjou là một xã thuộc tỉnh Isère, vùng Rhône-Alpes đông nam nước Pháp. Xã này nằm ở khu vực có độ cao từ 218-383 mét trên mực nước biển.